# 蚜虫瘟霉
蚜虫瘟霉（学名：Zoophthora aphidis）是属于虫霉目虫霉科虫瘟霉属的一种真菌，寄生在蚜虫上。该种分布于中国大陆、台湾、波兰、瑞士、法国、德国等地。